# Ignacio Zaragoza, Pantepec
Ignacio Zaragoza är en ort i Mexiko.   Den ligger i kommunen Pantepec och delstaten Puebla, i den sydöstra delen av landet, 190 km nordost om huvudstaden Mexico City. Ignacio Zaragoza ligger 251 meter över havet och antalet invånare är 483.
Terrängen runt Ignacio Zaragoza är huvudsakligen kuperad, men åt nordväst är den platt. Runt Ignacio Zaragoza är det tätbefolkat, med 276 invånare per kvadratkilometer. Närmaste större samhälle är Venustiano Carranza, 13,3 km öster om Ignacio Zaragoza. Omgivningarna runt Ignacio Zaragoza är en mosaik av jordbruksmark och naturlig växtlighet.